# Stenaoplus crassior
Stenaoplus crassior är en stekelart som beskrevs av Heinrich 1968. Stenaoplus crassior ingår i släktet Stenaoplus och familjen brokparasitsteklar. Inga underarter finns listade i Catalogue of Life.